# Hoplogonus simsoni
Hoplogonus simsoni is een keversoort uit de familie vliegende herten (Lucanidae). De wetenschappelijke naam van de soort is voor het eerst geldig gepubliceerd in 1875 door Parry.